# 切列瓦哈
51°16′33″N 25°26′51″E / 51.27583°N 25.44750°E
切雷瓦哈（烏克蘭語：Череваха），是烏克蘭西北部的村落，隸屬沃倫州的卡明-卡希爾斯基區。該村始建於1577年，面積1.18平方公里，海拔高度190米，2001年人口837，人口密度每平方公里709.32人。